# Ping'an
Ping’an (en chino, 平安区; pinyin, Píng'ān qū; literalmente, ‘sano y salvo’) es un distrito urbano bajo la administración directa de la Prefectura Haidong en la Provincia de Qinghai, República Popular China. Su área es de 734 km² y su población total para 2010 superó los 100 mil habitantes.

## Administración
Desde julio de 2020, el  Distrito Ping’an se divide en 8 pueblos que se administran en 3 poblados y 5 villas étnicas. 